# Bournemouth Airport
Bournemouth Airport är en flygplats i Storbritannien.   Den ligger i grevskapet Dorset och riksdelen England, i den södra delen av landet, 150 km sydväst om huvudstaden London. Bournemouth Airport ligger 11 meter över havet.
Terrängen runt Bournemouth Airport är platt.  Närmaste större samhälle är Bournemouth, 7,1 km söder om Bournemouth Airport. Trakten runt Bournemouth Airport består till största delen av jordbruksmark.